# آی‌ان‌اس ماگدالا
آی‌ان‌اس ماگدالا (به انگلیسی: INS Magdala) یک کشتی است که طول آن 26  m می‌باشد.